# Zespół Marinescu-Sjögrena
Zespół Marinescu-Sjögrena (ang. Marinesco-Sjogren syndrome, MSS) – rzadki zespół wad wrodzonych o autosomalnie recesywnym sposobie dziedziczenia. Na obraz kliniczny zespołu składają się: ataksja móżdżkowa, zaćma wrodzona albo ujawniająca się we wczesnym dzieciństwie, niskorosłość, dyzartria, łagodne lub ciężkie opóźnienie umysłowe. Chorobę wywołują mutacje o charakterze dysrupcji w genie SIL1 w locus 5q31. Opis choroby przedstawił w węgierskiej literaturze już w 1909 roku Ernő Emil Moravcsik; w 1931 roku dokonał tego ponownie rumuński neurolog Gheorghe Marinescu, a następnie Karl Gustaf Torsten Sjögren w 1947. Adolphe Franceschetti i wsp. w 1956 roku na konferencji w Genewie przedstawili własny przypadek choroby i przegląd piśmiennictwa, proponując stosowaną do dziś nazwę zespołu. Artykuł Moravscika, napisany w języku węgierskim, został przypomniany dopiero w 1985 roku.
W około połowie przypadków stwierdza się mutacje genu SIL1.